# Merler Königslay Terrassen
Die Merler Königslay Terrassen sind eine deutsche Weinlage im Weinbauort Merl, der heute ein Stadtteil der Stadt Zell an der Mosel ist.

## Weinbau

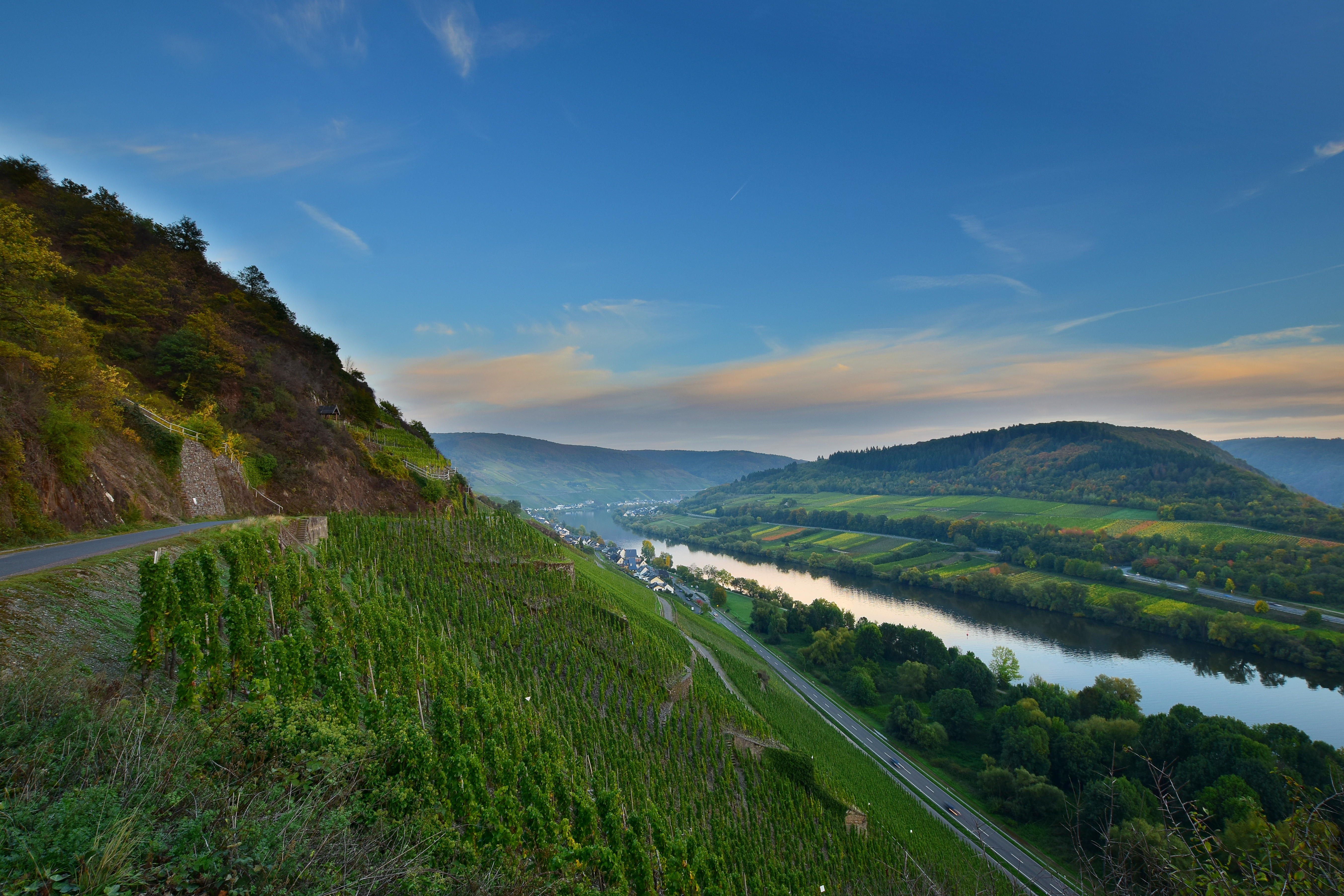
Blick von den Königslay Terrassen auf Merl

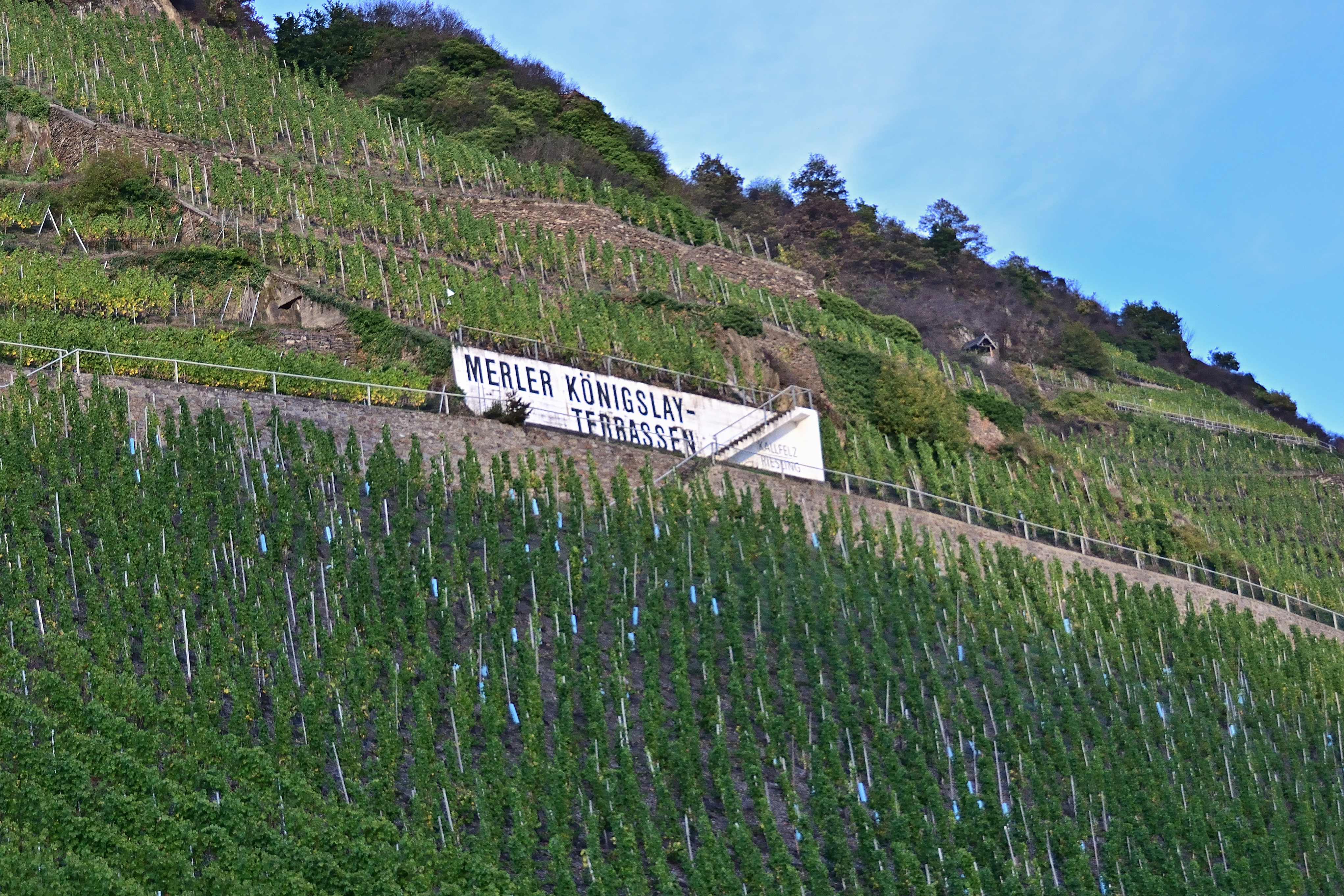
Blick in die Königslay Terrassen

Die Merler Königslay Terrassen sind eine deutsche Einzellage innerhalb der Großlage Zeller Schwarze Katz. Sie haben eine Größe von ca. 10 Hektar. Die Weinlage befindet sich an einer nach Süd-Südwest ausgerichteten Steillage. Die Merler Königslay Terrassen liegen zwischen den Einzellagen Merler Adler und Merler Stephansberg und gelten als die edelste Spitzenlage von Merl. Sie haben einen außergewöhnlich hohen Schieferanteil und erhalten sehr viel Sonne für die alten Reben. Die extreme Steillage mit einer Neigung von 65 % und der reine Quarzitschieferverwitterungsboden bedingen eine optimale Speicherung von Sonnenwärme, die die Weine prägt.
Die  Königslay Terrassen bringen Weine aller Güteklassen hervor.  Die schiefergeprägten, edlen Weine zeichnen sich durch Mineralität, Würze und Tiefgründigkeit aus, die auch für eine längere Lagerung geeignet sind. Die Rieslinge sind sehr fruchtig, elegant und rassig.
Die Familie Zandt von Merl soll schon im 17. Jahrhundert dafür gesorgt haben, dass die Rieslingrebe in Merl angebaut wurde. Der Riesling wurde seinerzeit als Merl-Riesling an Mosel und Rhein verbreitet. Im Jahr 1897 wurden die Merler Weinlagen zusammen mit weiteren 14 Lagen an Mosel, Saar und Ruwer als Spitzenlage der Kategorie 1 eingestuft.